# Caroline Cave
 (octobre 2013).
Caroline Cave, née le 25 janvier 1974 est une actrice canadienne née à West Vancouver.

## Biographie

### Études
Elle a suivi des cours de danse, de piano mais également de théâtre.

### Carrière
Ses débuts professionnels se font au théâtre de Calgary et d'Alberta.
Elle joue dans la pièce très populaire The Syringa tree où elle incarne 24 personnages à elle seule; elle est d'ailleurs récompensée de deux Awards en 2004 et 2006.
Cette reconnaissance et cette nouvelle popularité lui permettent de jouer des rôles au cinéma dans One Week et Saw 6 mais aussi de tourner dans quelques séries.

## Filmographie
- 2001 : War Bride : Peggy
- 2004 : ReGenesis (S1.Ep2,4) : Rebecca McKinley
- 2007 : Stargate Atlantis (S3.Ep17) : Dr. Cole
- 2007 : The L Word (S4.Ep4,5,6) : Lindsey English
- 2007 : This Beautiful City : Carol
- 2008 : One Week : Nancy Tyler
- 2009 : Saw 6 : Debbie
- 2009-2010 : Cra$h & Burn (S1) : Catherine Scott
- 2010 : Haven (S1.Ep2) : Hannah
- 2010 : The Exit : Samantha
- 2010 : Stargate Universe (S2.Ep1) : Dana
- 2012 : Les Chevaux de l'espoir (The Horses of McBride) (TV) : Fiona
- 2013 : Le Jour de l'Apocalypse (End of the World) (TV) : Selena
- 2016 : Voleuse d'identité (Hit and Run : Accidental Obsession) (TV) : Vanessa Miller
- 2017 : Power Rangers : Beverly Scott
- 2017 : Une famille en morceaux (Story of a Girl) de Kyra Sedgwick : Debbie Lambert (TV)
- 2017 : Van Helsing : Joléne , à partir de l'épisode 4 saison 2 jusqu'à maintenant (saison 3, épisode 6)